# MariaDB
MariaDB là một sản phẩm mã nguồn mở tách ra từ mã mở do cộng đồng phát triển của hệ quản trị cơ sở dữ liệu quan hệ MySQL nhằm theo hướng không phải trả phí với GNU GPL. MariaDB được phát triển từ sự dẫn dắt của những nhà phát triển ban đầu của MySQL, do lo ngại khi MySQL bị Oracle Corporation mua lại. Những người đóng góp được yêu cầu chia sẻ quyền tác giả của họ với MariaDB Foundation.
MariaDB được định hướng để duy trì khả năng tương thích cao với MySQL, để đảm bảo khả năng hỗ trợ về thư viện đồng thời kết hợp một cách tốt nhất với các API và câu lệnh của MySQL. MariaDB đã có công cụ hỗ lưu trữ XtraDB thay cho InnoDB, cũng như một công cụ lưu trữ mới, Aria, dự định sẽ là một công cụ giao dịch và phi giao dịch thậm chí có thể bao gồm trong các phiên bản MySQL trong tương lai.
Nhà phát triển chính của MariDB là Michael "Monty" Widenius, một trong những người sáng lập của MySQL AB và là người sáng lập Chương trình Monty AB. Vào ngày 16 tháng 1 năm 2008, MySQL AB thông báo rằng họ đã đồng ý để Sun Microsystems mua lại với giá xấp xỉ 1 tỷ USD. Việc mua lại hoàn thành vào ngày 26 tháng 2 năm 2008. MariaDB được đặt tên theo con gái của Monty, Maria, tương tự như cách MySQL được đặt tên theo con gái của ông là My.

## Phiên bản 1
Số phiên bản của MariaDB tuân theo phiên bản của MySQL đến phiên bản 5.5. Như vậy, MariaDB 5.5 cung cấp tất cả các tính năng MySQL 5.5. Có khoảng cách giữa các phiên bản MySQL từ 5.1 đến 5.5, trong khi MariaDB phát hành phiên bản 5.2 và 5.3.
Sau phiên bản 5.5, các nhà phát triển của MariaDB quyết định bắt đầu một nhánh số 10, nỗ lực để làm rõ rằng MariaDB 10.0 sẽ không nhập tất cả các tính năng từ MySQL 5.6. Tuy nhiên, chúng có thể được nhập vào trong các phiên bản trong tương lai. Vì các tính năng mới đã được phát triển trong MariaDB nên các nhà phát triển đã quyết định cần thay đổi mã số phiên bản chính.
| Version                                                                                          | Original release date | Latest version | Release date | Status      |
| ------------------------------------------------------------------------------------------------ | --------------------- | -------------- | ------------ | ----------- |
| 5.1                                                                                              | 2009-10-29            | 5.1.67         | 2013-01-30   | Stable (GA) |
| 5.2                                                                                              | 2010-04-10            | 5.2.14         | 2013-01-30   | Stable (GA) |
| 5.3                                                                                              | 2011-07-26            | 5.3.12         | 2013-01-30   | Stable (GA) |
| 5.5                                                                                              | 2012-02-25            | 5.5.68         | 2020-05-12   | Stable (GA) |
| 10.0                                                                                             | 2012-11-12            | 10.0.38        | 2018-11-09   | Stable (GA) |
| 10.1                                                                                             | 2014-06-30            | 10.1.48        | 2020-11-04   | Stable (GA) |
| 10.2                                                                                             | 2016-04-18            | 10.2.44        | 2022-05-20   | Stable (GA) |
| 10.3                                                                                             | 2017-04-16            | 10.3.39        | 2023-05-10   | Stable (GA) |
| 10.4                                                                                             | 2018-11-09            | 10.4.34        | 2024-05-16   | Stable (GA) |
| 10.5                                                                                             | 2019-12-03            | 10.5.29        | 2025-06-06   | Stable (GA) |
| 10.6                                                                                             | 2021-04-26            | 10.6.22        | 2025-06-06   | Stable (GA) |
| 10.7                                                                                             | 2021-09-17            | 10.7.7         | 2022-11-07   | Stable (GA) |
| 10.8                                                                                             | 2021-12-22            | 10.8.8         | 2023-05-10   | Stable (GA) |
| 10.9                                                                                             | 2022-03-23            | 10.9.8         | 2023-08-14   | Stable (GA) |
| 10.10                                                                                            | 2022-06-23            | 10.10.7        | 2023-11-13   | Stable (GA) |
| 10.11                                                                                            | 2022-06-23            | 10.11.13       | 2025-05-22   | Stable (GA) |
| 11.0                                                                                             | 2022-12-27            | 11.0.6         | 2024-05-16   | Stable (GA) |
| 11.1                                                                                             | 2023-03-27            | 11.1.5         | 2024-05-16   | Stable (GA) |
| 11.2                                                                                             | 2023-06-20            | 11.2.4         | 2024-05-16   | Stable (GA) |
| 11.4                                                                                             | 2023-12-24            | 11.4.7         | 2025-05-22   | Stable (GA) |
| 11.8                                                                                             | 2024-12-18            | 11.8.2         | 2025-06-04   | Stable (GA) |
| Rolling                                                                                          | 2025-06-05            | 12.0.1         | 2025-06-05   | RC          |
| Chú giải:Phiên bản cũPhiên bản cũ, vẫn được hỗ trợPhiên bản mới nhấtPhiên bản xem trước mới nhất |                       |                |              |             |

## Phần mềm bên thứ 3
API và giao thức của MariaDB tương thích với API của MySQL, cộng thêm một số tính năng để hỗ trợ các hoạt động không chặn và báo cáo tiến độ. Điều này có nghĩa là tất cả các kết nối, thư viện và ứng dụng làm việc với MySQL cũng nên hoạt động trên MariaDB - cho dù chúng có hỗ trợ các tính năng gốc của nó hay không. Trên cơ sở này các nhà phát triển Fedora thay thế MySQL với MariaDB trong Fedora 19, trong số những lo ngại rằng Oracle đã làm cho MySQL trở thành một dự án phần mềm khép kín. Tháng 4 năm 2013, OpenBSD cũng bỏ MySQL để dùng MariaDB 5.5.

## MariaDB Foundation
Vào tháng 12 năm 2012, Michael Widenius, David Axmark và Allan Larsson đã thông báo việc thành lập một tổ chức giám sát sự phát triển của MariaDB. Vào tháng 4 năm 2013, Quỹ đã thông báo rằng đã bổ nhiệm Simon Phipps làm Thư ký và Giám đốc điều hành tạm thời, Rasmus Johansson làm Chủ tịch Hội đồng Quản trị, và Andrew Katz, Jeremy Zawodny, và Michael Widenius làm thành viên Hội đồng Quản trị. Chú ý rằng nó muốn tạo ra một mô hình quản trị tương tự như Quỹ Eclipse đã sử dụng, Hội đồng đã bổ nhiệm giám đốc điều hành của Quỹ Eclipse Mike Milinkovich làm cố vấn để dẫn dắt quá trình chuyển đổi này. Vào năm 2014 Phipps đã từ bỏ khi việc bán thương hiệu MariaDB cho SkySQL diễn ra. Ông sau đó nói: "Tôi đã từ bỏ ngay khi rõ ràng là công ty sẽ không cho phép một nền tảng độc lập"
SkySQL Corporation Ab, một công ty được thành lập bởi cựu giám đốc điều hành MySQL và các nhà đầu tư sau khi Oracle mua lại MySQL đã thông báo vào tháng 4 năm 2013 rằng họ đã sáp nhập công ty của họ với Monty Program AB, và gia nhập Quỹ MariaDB. Quỹ MariaDB bổ nhiệm Widenius làm CTO; Simon Phipps trở thành giám đốc điều hành tạm thời của Quỹ MariaDB.
Vào ngày 1 tháng 10 năm 2014, SkySQL Corporation AB đổi tên thành MariaDB Corporation AB để phản ánh vai trò của nó như là động lực chính đằng sau sự phát triển của máy chủ MariaDB và nhà cung cấp dịch vụ hỗ trợ lớn nhất cho nó.
MariaDB là nhãn hiệu đã đăng ký của MariaDB Corporation AB, được sử dụng theo giấy phép của Quỹ MariaDB.

## Người dùng nổi bật
MariaDB được dùng tại Google, Mozilla và Wikimedia Foundation.
Một số bản phân phối hệ điều hành và Linux cung cấp MariaDB, như Arch Linux, Fedora (từ Fedora 19), Debian (từ Stretch), Red Hat Enterprise Linux (từ RHEL 7) or OpenBSD (từ 5.7)

## Hỗ trợ
Google đã giao nhiệm vụ cho một trong những kỹ sư của mình làm việc tại Quỹ MariaDB. Một nhóm các công ty đầu tư do Intel dẫn đầu đã đầu tư 20 triệu USD vào SkySQL. Ngân hàng Đầu tư Châu Âu đã tài trợ MariaDB với 25 triệu Euro vào năm 2017.